# Berto Cayarga
Alberto Cayarga Fernández (Avilés, Asturias, 17 de septiembre de 1996) es un futbolista español que juega de centrocampista en el Real Avilés Industrial C. F. de la Primera Federación.

## Trayectoria
Comenzó la práctica del fútbol en las categorías inferiores del Navarro C. F. y en 2013 se incorporó al equipo juvenil de la Sociedad Deportiva Llano 2000. Un año después pasó al juvenil del Real Sporting de Gijón, con el que disputó una campaña en la División de Honor. Durante la temporada 2015-16 jugó en Tercera División con el U. P. Langreo y en julio de 2016 retornó al Sporting para integrar la plantilla del Real Sporting de Gijón "B" también en Tercera. Allí jugó treinta y dos partidos en los que marcó cuatro goles, y consiguió un ascenso a Segunda División B en la campaña 2016-17. Durante la temporada 2017-18 participó en treinta y cinco encuentros de la competición regular en los que anotó siete tantos; el Sporting "B" terminó como subcampeón del grupo II de la Segunda División B y disputó la promoción de ascenso a Segunda, en la que Cayarga jugó los cuatro partidos de las eliminatorias frente a la U. E. Cornellà y el Elche C. F. y consiguió marcar dos goles.
De cara a la campaña 2018-19 fichó por el Real Racing Club de Santander, con el que consiguió un ascenso a Segunda División. Su debut en la categoría se produjo el 17 de agosto de 2019 en un partido frente al Málaga C. F. disputado en los Campos de Sport de El Sardinero. El 31 de enero de 2020 rescindió su contrato con el Racing y fichó por el F. C. Cartagena, con el que también logró ascender a Segunda División esa misma temporada tras eliminar al C. D. Atlético Baleares en la tanda de penaltis de la eliminatoria.
El 3 de enero de 2023, tras comenzar la temporada sin equipo, firmó por el Radomiak Radom polaco. Disputó 16 partidos en la Ekstraklasa y en el mes de agosto regresó a España después de fichar por el R. C. Deportivo de La Coruña con un contrato hasta junio de 2025. Finalmente estuvo una única campaña, ya que en agosto de 2024 se marchó al Real Unión Club. En este equipo también estuvo un año y el siguiente mes de junio se unió al Real Avilés Industrial C. F. de su localidad natal.

## Clubes
| Club                          | País    | Año       |
| ----------------------------- | ------- | --------- |
| U. P. Langreo                 | España  | 2015-2016 |
| Real Sporting de Gijón "B"    | España  | 2016-2018 |
| Real Racing Club de Santander | España  | 2018-2020 |
| F. C. Cartagena               | España  | 2020-2022 |
| Radomiak Radom                | Polonia | 2023      |
| R. C. Deportivo de La Coruña  | España  | 2023-2024 |
| Real Unión Club               | España  | 2024-2025 |
| Real Avilés Industrial C. F.  | España  | 2025-     |

## Palmarés

### Campeonatos nacionales
| Título           | Club                       | País   | Año  |
| ---------------- | -------------------------- | ------ | ---- |
| Tercera División | Real Sporting de Gijón "B" | España | 2017 |